# Confutación
En retórica, se llama confutación a la parte de un discurso donde se responde a las objeciones del adversario y donde se resuelven las dificultades.
A diferencia de la refutación, que exige mucho arte, que debe ser grave y de una dialéctica estrecha y precisa, la confutación admite la chanza, con tal que sea fina, delicada y conducida oportunamente, pues estriba en el arte del orador de poner las objeciones de su adversario de tal manera que parezcan ridículas, increíbles, contradictorias entre sí o extrañas a la cuestión. Hay ocasiones en que el ridículo que se presenta sobre las pruebas del adversario produce mejor efecto que si se procurase combatirlas seriamente o refutarlas.